# 天国への手紙
「天国への手紙」（てんごくへのてがみ）は、2002年8月から2008年12月27日まで青森放送（RABラジオ）で放送されていたラジオ番組。

## 番組概要
リスナーから寄せられた今は亡き人物に宛てた手紙の朗読と、その人物にまつわるリクエスト曲を紹介する。家族・友人・恩師宛ての手紙が殆どだったが、俳優や歌手など、亡き著名人に宛てた手紙も紹介されていた。リスナーの年齢層が高かった故か、リクエストには懐かしの歌謡曲が採用されることが多かった。また、手紙紹介をしない回はスポンサーであるベル共済加盟店からの告知などになっていた。

## 放送時間
土曜　17:20～17:30

## パーソナリティー
- 初代：鈴木伸夫（開始～時期不明）
- 2代目：綱川和夫　（時期不明～2007年3月）
- 3代目：古池雄　（2007年4月～終了）

## 備考
- 番組冒頭のタイトルコールは鈴木・綱川時代が米澤章子、古池時代は秋山博子が担当。
- 古池時代のテーマ曲は「千の風になって」のオーケストラによるインストが使われていた。
- 当初は採用者に線香がプレゼントされたが、途中から図書カードに変更されていた。
- 北海道函館市のFMいるかでも同名の番組『天国への手紙』が土曜日14:45-14:56で編成されている。